# Hexatoma (Eriocera) perennis
Hexatoma (Eriocera) perennis is een tweevleugelige uit de familie steltmuggen (Limoniidae). De soort komt voor in het Oriëntaals gebied.